# Liste der Nummer-eins-Hits in Irland (1997)
Dies ist eine Liste der Nummer-eins-Hits in Irland im Jahr 1997. Sie basiert auf den offiziellen Singlecharts in Irland, die im Auftrag der Irish Recorded Music Association (IRMA) erstellt werden. Es gab in diesem Jahr 18 Nummer-eins-Singles.

## Singles
| ← 1996 ← | Liste der Nummer-eins-Hits in Irland | Liste der Nummer-eins-Hits in Irland | Liste der Nummer-eins-Hits in Irland | 1998 →                    |
| \| Zeitraum \| Wo. ges. \| Interpret \| Titel Autor(en) \| Zusätzliche Informationen \| \| (Zeitraum, Wochen auf Platz eins, Interpret, Titel, Autor[en], zusätzliche Informationen) \| \| \| \| \| \| ----------------------------------------------------------------------------------------- \| -------- \| ---------------------------------- \| ------------------------------------------------------------------------------------------------------------------------------------------------------------------------------------------------------------------------------------------------------------------------------------------------------------------------------------------------------------------ \| ------------------------- \| \| 14. Dezember 1996 – 24. Januar 1997 6 Wochen \| 6 \| Spice Girls \| 2 Become 1 Matthew Paul Rowbottom, Richard Frederick Stannard, Victoria Adams, Melanie Janine Brown, Emma Lee Bunton, Melanie Jayne Chisholm, Geraldine Estelle Halliwell \| – \| \| 25. Januar 1997 – 31. Januar 1997 1 Woche \| 1 \| No Mercy \| Where Do You Go Musik: Franz Reuther; Text: Franz Reuther, Peter Bischof-Fallenstein \| – \| \| 1. Februar 1997 – 7. Februar 1997 1 Woche \| 1 \| Barbra Streisand & Bryan Adams \| I Finally Found Someone Robert John Lange, Bryan Adams, Barbra Streisand, Marvin Hamlisch \| – \| \| 8. Februar 1997 – 21. Februar 1997 2 Wochen \| 2 \| U2 \| Discothèque Paul David Hewson, David Evans, Laurence Mullen, Adam Clayton \| – \| \| 22. Februar 1997 – 14. März 1997 3 Wochen \| 3 \| No Doubt \| Don’t Speak Gwen Renee Stefani, Eric Matthew Stefani \| – \| \| 15. März 1997 – 11. April 1997 4 Wochen \| 4 \| Spice Girls \| Mama / Who Do You Think You Are Matthew Paul Rowbottom, Richard Frederick Stannard, Victoria Caroline Beckham, Melanie Janine Brown, Emma Lee Bunton, Melanie Jayne Chisholm, Geraldine Estelle Halliwell / Paul David Wilson, Andy Watkins, Melanie Janine Brown, Victoria Caroline Beckham, Geraldine Estelle Halliwell, Emma Lee Bunton, Melanie Jayne Chisholm \| – \| \| 12. April 1997 – 18. April 1997 1 Woche \| 1 \| Sash! \| Encore une fois Sascha Lappessen, Ralf Kappmeier, Thomas Alisson \| – \| \| 19. April 1997 – 23. Mai 1997 5 Wochen \| 5 \| R. Kelly \| I Believe I Can Fly Robert Shirey Kelly \| – \| \| 24. Mai 1997 – 13. Juni 1997 3 Wochen \| 3 \| Sarah Brightman & Andrea Bocelli \| Time to Say Goodbye (Con te partirò) Musik: Francesco Sartori; Text: Lucio Quarantotto \| – \| \| 14. Juni 1997 – 4. Juli 1997 3 Wochen \| 3 \| Hanson \| MMMBop Clarke Isaac Hanson, Jordan Taylor Hanson, Zachary Walker Hanson \| – \| \| 5. Juli 1997 – 11. Juli 1997 1 Woche (insgesamt 5) \| 5 \| Puff Daddy feat. Faith Evans & 112 \| I’ll Be Missing You Faith Renee Evans, Gordon Matthew Sumner, Todd Gaither \| – \| \| 12. Juli 1997 – 25. Juli 1997 2 Wochen \| 2 \| Oasis \| D’You Know What I Mean Noel Thomas Gallagher \| – \| \| 26. Juli 1997 – 22. August 1997 4 Wochen (insgesamt 5) \| 5 \| Puff Daddy feat. Faith Evans & 112 \| I’ll Be Missing You Faith Renee Evans, Gordon Matthew Sumner, Todd Gaither \| – \| \| 23. August 1997 – 12. September 1997 3 Wochen \| 3 \| Will Smith \| Men in Black Willard C. Smith, Patrice L. Rushen, Terri McFaddin, Fred Douglas Washington Jr. \| – \| \| 13. September 1997 – 19. September 1997 1 Woche \| 1 \| Chumbawamba \| Tubthumping Judith Abbott, Duncan Bruce, Paul Alexis Greco, Anne Holden, Darren James Hamer, Louise Watts, Allan Mark Whalley, Nigel Hunter \| – \| \| 20. September 1997 – 24. Oktober 1997 5 Wochen \| 5 \| Elton John \| Candle in the Wind ’97 Elton John, Bernie Taupin \| – \| \| 25. Oktober 1997 – 21. November 1997 4 Wochen \| 4 \| Aqua \| Barbie Girl Musik: Søren Rasted, Claus Norreen; Text: Søren Rasted, Claus Norreen, René Dif, Lene Crawford Nystrøm \| – \| \| 22. November 1997 – 28. November 1997 1 Woche \| 1 \| Dustin & Joe Dolan \| Good Lookin’ Woman Albert Louis Hammond, Michael Edward Hazlewood \| – \| \| 29. November 1997 – 16. Januar 1998 7 Wochen \| 7 \| Verschiedene Interpreten \| Perfect Day Lou A. Reed \| – \| |                                      |                                      | |                           |
| ← 1996 |                                      |                                      | | → 1998 →                  |
| Zeitraum | Wo. ges.                             | Interpret                            | Titel Autor(en) | Zusätzliche Informationen |
| (Zeitraum, Wochen auf Platz eins, Interpret, Titel, Autor[en], zusätzliche Informationen) |                                      |                                      | |                           |
| 14. Dezember 1996 – 24. Januar 1997 6 Wochen | 6                                    | Spice Girls                          | 2 Become 1 Matthew Paul Rowbottom, Richard Frederick Stannard, Victoria Adams, Melanie Janine Brown, Emma Lee Bunton, Melanie Jayne Chisholm, Geraldine Estelle Halliwell | –                         |
| 25. Januar 1997 – 31. Januar 1997 1 Woche | 1                                    | No Mercy                             | Where Do You Go Musik: Franz Reuther; Text: Franz Reuther, Peter Bischof-Fallenstein | –                         |
| 1. Februar 1997 – 7. Februar 1997 1 Woche | 1                                    | Barbra Streisand & Bryan Adams       | I Finally Found Someone Robert John Lange, Bryan Adams, Barbra Streisand, Marvin Hamlisch | –                         |
| 8. Februar 1997 – 21. Februar 1997 2 Wochen | 2                                    | U2                                   | Discothèque Paul David Hewson, David Evans, Laurence Mullen, Adam Clayton | –                         |
| 22. Februar 1997 – 14. März 1997 3 Wochen | 3                                    | No Doubt                             | Don’t Speak Gwen Renee Stefani, Eric Matthew Stefani | –                         |
| 15. März 1997 – 11. April 1997 4 Wochen | 4                                    | Spice Girls                          | Mama / Who Do You Think You Are Matthew Paul Rowbottom, Richard Frederick Stannard, Victoria Caroline Beckham, Melanie Janine Brown, Emma Lee Bunton, Melanie Jayne Chisholm, Geraldine Estelle Halliwell / Paul David Wilson, Andy Watkins, Melanie Janine Brown, Victoria Caroline Beckham, Geraldine Estelle Halliwell, Emma Lee Bunton, Melanie Jayne Chisholm | –                         |
| 12. April 1997 – 18. April 1997 1 Woche | 1                                    | Sash!                                | Encore une fois Sascha Lappessen, Ralf Kappmeier, Thomas Alisson | –                         |
| 19. April 1997 – 23. Mai 1997 5 Wochen | 5                                    | R. Kelly                             | I Believe I Can Fly Robert Shirey Kelly | –                         |
| 24. Mai 1997 – 13. Juni 1997 3 Wochen | 3                                    | Sarah Brightman & Andrea Bocelli     | Time to Say Goodbye (Con te partirò) Musik: Francesco Sartori; Text: Lucio Quarantotto | –                         |
| 14. Juni 1997 – 4. Juli 1997 3 Wochen | 3                                    | Hanson                               | MMMBop Clarke Isaac Hanson, Jordan Taylor Hanson, Zachary Walker Hanson | –                         |
| 5. Juli 1997 – 11. Juli 1997 1 Woche (insgesamt 5) | 5                                    | Puff Daddy feat. Faith Evans & 112   | I’ll Be Missing You Faith Renee Evans, Gordon Matthew Sumner, Todd Gaither | –                         |
| 12. Juli 1997 – 25. Juli 1997 2 Wochen | 2                                    | Oasis                                | D’You Know What I Mean Noel Thomas Gallagher | –                         |
| 26. Juli 1997 – 22. August 1997 4 Wochen (insgesamt 5) | 5                                    | Puff Daddy feat. Faith Evans & 112   | I’ll Be Missing You Faith Renee Evans, Gordon Matthew Sumner, Todd Gaither | –                         |
| 23. August 1997 – 12. September 1997 3 Wochen | 3                                    | Will Smith                           | Men in Black Willard C. Smith, Patrice L. Rushen, Terri McFaddin, Fred Douglas Washington Jr. | –                         |
| 13. September 1997 – 19. September 1997 1 Woche | 1                                    | Chumbawamba                          | Tubthumping Judith Abbott, Duncan Bruce, Paul Alexis Greco, Anne Holden, Darren James Hamer, Louise Watts, Allan Mark Whalley, Nigel Hunter | –                         |
| 20. September 1997 – 24. Oktober 1997 5 Wochen | 5                                    | Elton John                           | Candle in the Wind ’97 Elton John, Bernie Taupin | –                         |
| 25. Oktober 1997 – 21. November 1997 4 Wochen | 4                                    | Aqua                                 | Barbie Girl Musik: Søren Rasted, Claus Norreen; Text: Søren Rasted, Claus Norreen, René Dif, Lene Crawford Nystrøm | –                         |
| 22. November 1997 – 28. November 1997 1 Woche | 1                                    | Dustin & Joe Dolan                   | Good Lookin’ Woman Albert Louis Hammond, Michael Edward Hazlewood | –                         |
| 29. November 1997 – 16. Januar 1998 7 Wochen | 7                                    | Verschiedene Interpreten             | Perfect Day Lou A. Reed | –                         |

## Alben
| ← 1996 ← | Liste der Nummer-eins-Hits in Irland | Liste der Nummer-eins-Hits in Irland | Liste der Nummer-eins-Hits in Irland | 1998 →                    |
| \| Zeitraum \| Wo. ges. \| Interpret \| Titel \| Zusätzliche Informationen \| \| (Zeitraum, Wochen auf Platz eins, Interpret, Titel, zusätzliche Informationen) \| \| \| \| \| \| ------------------------------------------------------------------------------ \| -------- \| -------------------------- \| ------------------------------- \| ------------------------- \| \| 28. November 1996 – 1. Januar 1997 5 Wochen \| 5 \| Dustin \| Unplucked \| – \| \| 2. Januar 1997 – 22. Januar 1997 3 Wochen (insgesamt 4) \| 4 \| Spice Girls \| Spice \| – \| \| 23. Januar 1997 – 5. Februar 1997 2 Wochen \| 2 \| (Soundtrack) \| Evita \| – \| \| 6. Februar 1997 – 12. Februar 1997 1 Woche (insgesamt 3) \| 3 \| No Doubt \| Tragic Kingdom \| – \| \| 13. Februar 1997 – 19. Februar 1997 1 Woche \| 1 \| Blur \| Blur \| – \| \| 20. Februar 1997 – 5. März 1997 2 Wochen (insgesamt 3) \| 3 \| No Doubt \| Tragic Kingdom \| – \| \| 6. März 1997 – 2. April 1997 4 Wochen \| 4 \| U2 \| Pop \| – \| \| 3. April 1997 – 16. April 1997 2 Wochen \| 2 \| (Verschiedene Interpreten) \| Now That’s What I Call Music 36 \| – \| \| 17. April 1997 – 23. April 1997 1 Woche \| 1 \| The Chemical Brothers \| Dig Your Own Hole \| – \| \| 24. April 1997 – 30. April 1997 1 Woche (insgesamt 4) \| 4 \| Spice Girls \| Spice \| – \| \| 1. Mai 1997 – 28. Mai 1997 4 Wochen \| 4 \| (Soundtrack) \| Romeo and Juliet \| – \| \| 29. Mai 1997 – 4. Juni 1997 1 Woche \| 1 \| Gary Barlow \| Open Road \| – \| \| 5. Juni 1997 – 18. Juni 1997 2 Wochen \| 2 \| Andrea Bocelli \| Romanza \| – \| \| 19. Juni 1997 – 2. Juli 1997 2 Wochen \| 2 \| Radiohead \| OK Computer \| – \| \| 3. Juli 1997 – 23. Juli 1997 3 Wochen \| 3 \| The Prodigy \| The Fat of the Land \| – \| \| 24. Juli 1997 – 13. August 1997 3 Wochen \| 3 \| (Verschiedene Interpreten) \| Now That’s What I Call Music 37 \| – \| \| 14. August 1997 – 20. August 1997 1 Woche \| 1 \| (Verschiedene Interpreten) \| Fresh Hits 97 \| – \| \| 21. August 1997 – 1. Oktober 1997 6 Wochen \| 6 \| Oasis \| Be Here Now \| – \| \| 2. Oktober 1997 – 22. Oktober 1997 3 Wochen (insgesamt 8) \| 8 \| The Verve \| Urban Hymns \| – \| \| 23. Oktober 1997 – 12. November 1997 3 Wochen \| 3 \| The Corrs \| Talk on Corners \| – \| \| 13. November 1997 – 19. November 1997 1 Woche \| 1 \| Spice Girls \| Spiceworld \| – \| \| 20. November 1997 – 3. Dezember 1997 2 Wochen \| 2 \| Céline Dion \| Let’s Talk About Love \| – \| \| 4. Dezember 1997 – 31. Dezember 1997 4 Wochen \| 4 \| Dustin \| Faith of Our Feathers \| – \| |                                      |                                      |                                      |                           |
| ← 1996 |                                      |                                      |                                      | → 1998 →                  |
| Zeitraum | Wo. ges.                             | Interpret                            | Titel                                | Zusätzliche Informationen |
| (Zeitraum, Wochen auf Platz eins, Interpret, Titel, zusätzliche Informationen) |                                      |                                      |                                      |                           |
| 28. November 1996 – 1. Januar 1997 5 Wochen | 5                                    | Dustin                               | Unplucked                            | –                         |
| 2. Januar 1997 – 22. Januar 1997 3 Wochen (insgesamt 4) | 4                                    | Spice Girls                          | Spice                                | –                         |
| 23. Januar 1997 – 5. Februar 1997 2 Wochen | 2                                    | (Soundtrack)                         | Evita                                | –                         |
| 6. Februar 1997 – 12. Februar 1997 1 Woche (insgesamt 3) | 3                                    | No Doubt                             | Tragic Kingdom                       | –                         |
| 13. Februar 1997 – 19. Februar 1997 1 Woche | 1                                    | Blur                                 | Blur                                 | –                         |
| 20. Februar 1997 – 5. März 1997 2 Wochen (insgesamt 3) | 3                                    | No Doubt                             | Tragic Kingdom                       | –                         |
| 6. März 1997 – 2. April 1997 4 Wochen | 4                                    | U2                                   | Pop                                  | –                         |
| 3. April 1997 – 16. April 1997 2 Wochen | 2                                    | (Verschiedene Interpreten)           | Now That’s What I Call Music 36      | –                         |
| 17. April 1997 – 23. April 1997 1 Woche | 1                                    | The Chemical Brothers                | Dig Your Own Hole                    | –                         |
| 24. April 1997 – 30. April 1997 1 Woche (insgesamt 4) | 4                                    | Spice Girls                          | Spice                                | –                         |
| 1. Mai 1997 – 28. Mai 1997 4 Wochen | 4                                    | (Soundtrack)                         | Romeo and Juliet                     | –                         |
| 29. Mai 1997 – 4. Juni 1997 1 Woche | 1                                    | Gary Barlow                          | Open Road                            | –                         |
| 5. Juni 1997 – 18. Juni 1997 2 Wochen | 2                                    | Andrea Bocelli                       | Romanza                              | –                         |
| 19. Juni 1997 – 2. Juli 1997 2 Wochen | 2                                    | Radiohead                            | OK Computer                          | –                         |
| 3. Juli 1997 – 23. Juli 1997 3 Wochen | 3                                    | The Prodigy                          | The Fat of the Land                  | –                         |
| 24. Juli 1997 – 13. August 1997 3 Wochen | 3                                    | (Verschiedene Interpreten)           | Now That’s What I Call Music 37      | –                         |
| 14. August 1997 – 20. August 1997 1 Woche | 1                                    | (Verschiedene Interpreten)           | Fresh Hits 97                        | –                         |
| 21. August 1997 – 1. Oktober 1997 6 Wochen | 6                                    | Oasis                                | Be Here Now                          | –                         |
| 2. Oktober 1997 – 22. Oktober 1997 3 Wochen (insgesamt 8) | 8                                    | The Verve                            | Urban Hymns                          | –                         |
| 23. Oktober 1997 – 12. November 1997 3 Wochen | 3                                    | The Corrs                            | Talk on Corners                      | –                         |
| 13. November 1997 – 19. November 1997 1 Woche | 1                                    | Spice Girls                          | Spiceworld                           | –                         |
| 20. November 1997 – 3. Dezember 1997 2 Wochen | 2                                    | Céline Dion                          | Let’s Talk About Love                | –                         |
| 4. Dezember 1997 – 31. Dezember 1997 4 Wochen | 4                                    | Dustin                               | Faith of Our Feathers                | –                         |